# NGC 6290
NGC 6290 este o galaxie situată în constelația Dragonul. A fost descoperită în 13 august 1885 de către Lewis A. Swift. Se află la o distanță de 75,76 de megaparseci de Pământ.